# Vida modelo
Vida modelo es el tercer álbum de estudio de la banda argentina Juana La Loca, lanzado en 1997. Este fue el trabajo que llevó al grupo a la popularidad, con éxitos como «Vida modelo», «Angelical» y «Si pudieras olvidar». Su éxito los llevaría a recorrer el interior del país junto a Babasonicos. Fue presentado oficialmente en el Teatro Astros.

## Descripción
Incluye 14 canciones, y fue grabado en Los Ángeles, Estados Unidos, con la presencia de músicos importantes como Billy Preston (quien fuera tecladista de Los Beatles en su tema «Let It Be»).
Los sencillos «Vida modelo» y «Si pudieras olvidar» cuentan con videoclip oficial.

## Lista de temas
| Vida modelo |                           |                                                 |          |  |
| N.º         | Título                    | Escritor(es)                                    | Duración |  |
| 1.          | «Vida modelo»             | Rodrigo Martín                                  | 2:45     |  |
| 2.          | «Hasta dónde llegará?!»   | Rodrigo Martín · Christian Lantes               | 3:24     |  |
| 3.          | «Angelical»               | Rodrigo Martín                                  | 3:59     |  |
| 4.          | «Mi mejor señal»          | Rodrigo Martín · Gastón Capurro                 | 4:00     |  |
| 5.          | «Cuando estoy vacío»      | Rodrigo Martín                                  | 2:38     |  |
| 6.          | «Nunca aprenderé»         | Rodrigo Martín                                  | 4:16     |  |
| 7.          | «Felicidad feliz»         | Rodrigo Martín                                  | 2:18     |  |
| 8.          | «A veces vuelvo a ser yo» | Juana La Loca                                   | 4:30     |  |
| 9.          | «Si pudieras olvidar»     | Rodrigo Martín                                  | 2:49     |  |
| 10.         | «Ya no puedo esperar»     | Rodrigo Martín · Christian Lantes · Martín Bosa | 2:43     |  |
| 11.         | «Me hiciste mal»          | Rodrigo Martín                                  | 3:05     |  |
| 12.         | «Carrousel»               | Juana La Loca                                   | 4:30     |  |
| 13.         | «Me dejo llevar»          | Rodrigo Martín · Christian Lantes               | 3:15     |  |
| 14.         | «Mañana es hoy»           | Rodrigo Martín                                  | 2:32     |  |

## Músicos
Juana La Loca
- Rodrigo Martín – voz y guitarra.
- Christian Lantes – guitarra y coros.
- Gastón Capurro – bajo.
- Aitor Graña – batería.

Invitados
- Martín Bosa – teclados.
- Pavel Farkas – Concert Master.
- Jing Yu-Lou – viola.
- Will Miller – trompeta en «Mi mejor señal».
- Jason Guo – violonchelo en «Angelical» y «Nunca aprenderé».

## Datos técnicos
- Grabado entre marzo y abril de 1997 en los estudios:
  - Ocean Recording Studios (Burbank, California).
  - The Woods Recording Studios (North Hollywood, California).
  - American Recorder Studios (Calabasas, California).
  - Rock Sound Studios (Hollywood, California).
- Ingeniero de grabación: Gustavo Borner.
- Asistentes de grabación:
  - Kon Van Druten.
  - Kenji Nokol.
  - Bill Cooper.
  - Jill "Stan" Tengan.
- Producción artística: Rodrigo Martín y Gustavo Borner.
- Preproducción y dirección artística: Afo Verde.
- Coordinación de producción: Daniel Bornen.
- Mánager general: Eduardo Rocco.
- Masterizado en: Bernie Grundman Mastering (Hollywood, California).[4]